# Rees

Karte der Stadt Rees mit den Ortsteilen und Bauerschaften

Rees ist eine Hansestadt am unteren Niederrhein. Sie liegt im Nordwesten des Landes Nordrhein-Westfalen und ist eine kreisangehörige Stadt des Kreises Kleve im Regierungsbezirk Düsseldorf. Rees ist Mitglied der Euregio Rhein-Waal.

## Geographie

### Stadtgliederung
Das Stadtgebiet ist in acht Gemeindebezirke (Ortschaften) gegliedert, deren Interessen jeweils durch einen Ortsvorsteher vertreten werden:
Einwohnerzahlen Dezember 2020:
- Bienen (911 Einwohner)
- Empel (511 Einwohner)
- Haffen (985 Einwohner)
- Haldern (5.143 Einwohner)
- Mehr (2.180 Einwohner)
- Millingen (2.881 Einwohner)
- Rees (Innenstadt) und Esserden (9.200 Einwohner)

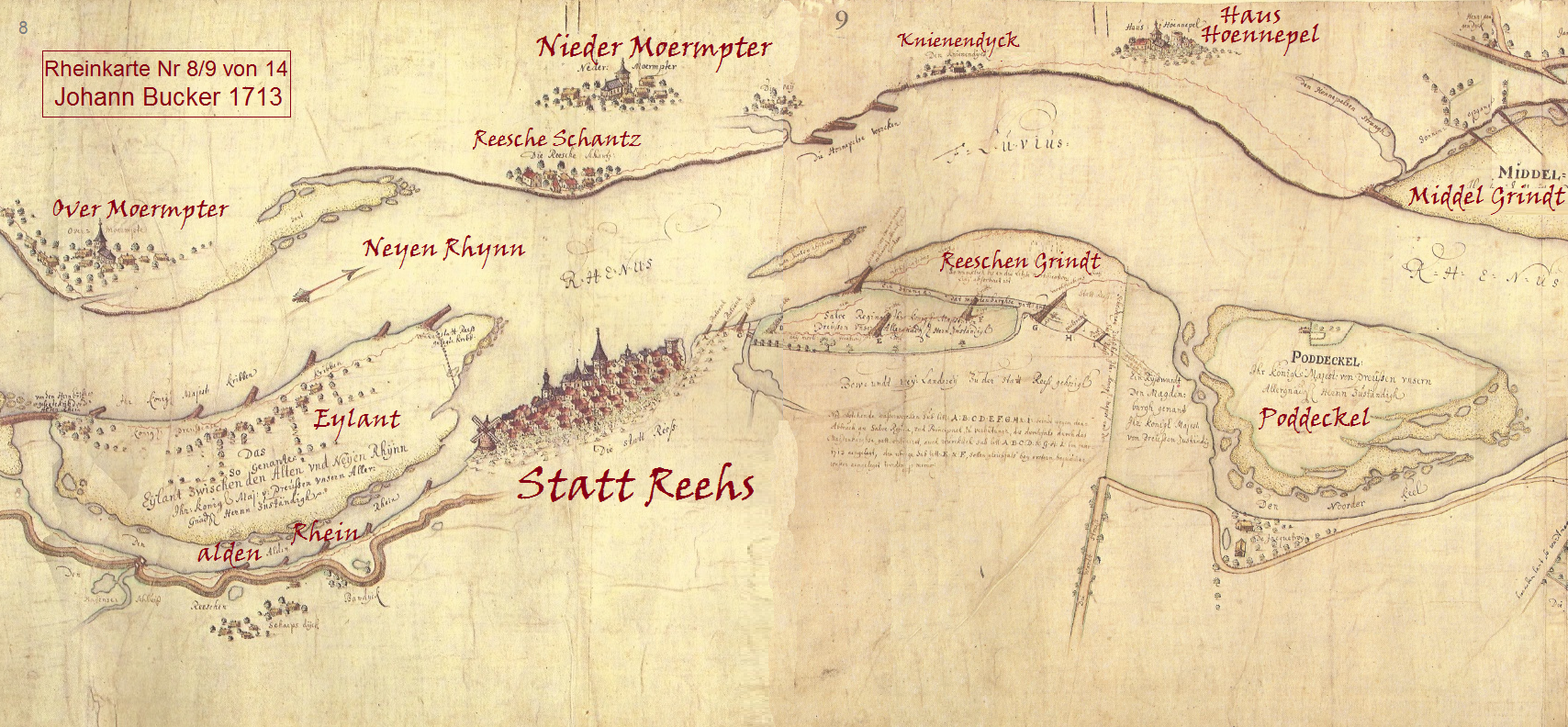
Gesüdete Karte von Johann Bucker anno 1713

### Nachbargemeinden
Die Stadt Rees grenzt im Norden an die Gemeinde Oude IJsselstreek (Provinz Gelderland, NL) und die Stadt Isselburg (Kreis Borken), im Osten an die Städte Hamminkeln und Wesel sowie im Süden an die Stadt Xanten (alle drei im Kreis Wesel) und im Westen an die Städte Kalkar und Emmerich am Rhein (beide im Kreis Kleve).
| Emmerich (D) | Oude IJsselstreek (NL)                      | Isselburg (D)  |
| Kalkar (D)   | Kompassrose, die auf Nachbargemeinden zeigt | Hamminkeln (D) |
| Xanten (D)   |                                             | Wesel (D)      |

### Lage am Rhein
Der Raum Rees lag in seiner ganzen Historie im Einwirkungsbereich des Rheinstroms mit Überschwemmungen, Uferabbrüchen, Inselbildungen und Verlagerungen.
Die Zeichnung des Kartographen Johann Bucker aus dem Jahre 1713 zeigt Rees und das Umland mit einigen im Rhein liegenden kleineren und größeren Inseln und Sanden (z. B. das alde Eilant, dat Reesche Grindt und den Poddeckel), die heute in dieser Form nicht mehr existieren. Auch einige alte Rheinarme auf beiden Uferseiten sind heute weitgehend verlandet.
Die etwas rheinabwärts an der anderen Uferseite liegende Insel Middel Grindt bildet heute das Vorland zum Dorf Hönnepel. Im Bereich der ehemals befestigten Reeschen Schantz (heute als Reeser Schanz ein Naturschutzgebiet) entsteht inzwischen ein Freizeit- und Wassersportzentrum.

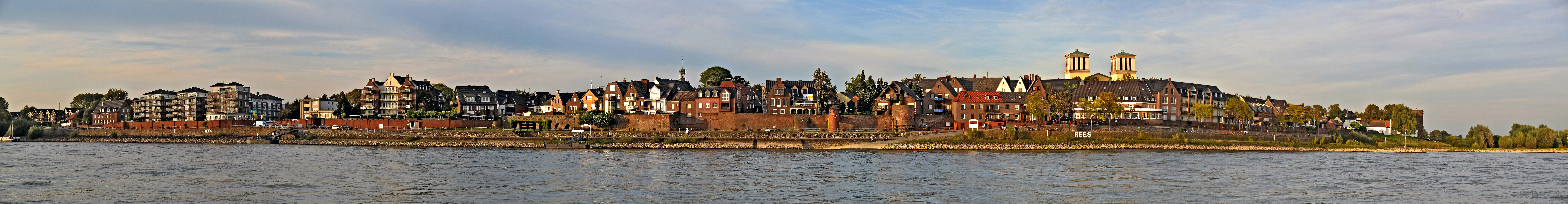
Ansicht der Stadt Rees vom gegenüberliegenden Rheinufer (Reeser Schanz)

### Naturschutzgebiete
Auf dem Stadtgebiet Rees sind etwa 18 Prozent der Fläche als Naturschutzgebiete ausgewiesen. Insgesamt handelt es sich um vierzehn schützenswerte Gebiete, die vor allem in den Ortsteilen rund um die Innenstadt angesiedelt sind. Bei den Naturschutzgebieten handelt es überwiegend um Altrheinarme und deren angrenzende Wiesen, die im Laufe der Jahrhunderte durch den Wechsel des Rheinverlaufes am Niederrhein entstanden sind. Jedes Jahr überwintern 200.000 arktische Gänse in den Wiesen und Auen rund um Rees und am Niederrhein. Darüber hinaus haben die Schutzgebiete (zum Beispiel Bienener Altrhein, Millinger Meer und Hurler Meer, Grietherorter Altrhein und Hetter-Millinger Bruch) für seltene Brutvögel wie Trauerseeschwalbe, Flussregenpfeifer, Uferschnepfe, Rotschenkel, Löffelente und Knäkente landesweit besondere Bedeutung.

## Geschichte

### Frühgeschichte
Erste Zeugnisse menschlichen Lebens im Reeser Stadtgebiet entdeckte man im Jahr 1961 bei Bauarbeiten zur Autobahn (A 3) auf dem Colettenberg / Wittenhorst bei Haldern. Man fand Reste von Grabbeigaben (Becherscherben, Dolche) aus dem Ende der Jungsteinzeit (vor 4000 Jahren). Im Zuge der dort durchgeführten Ausgrabungen fand man darüber hinaus Reste einer Siedlung aus der Hallstattzeit (800 bis 450 vor Christus).

### Mittelalter
Um 500–800 n. Chr. entstand auf einer erhöhten Stelle, einer „Ward“, eine fränkische Siedlung. Der Name Rees soll auf „Rys“ = Reis = Rees (Weidengehölz mit Röhricht) zurückgehen.
Von 695 bis 739 wurde der Niederrhein durch den angelsächsischen Mönch Willibrord christianisiert, um 700 in Rees eine erste Kirche gebaut. Um 1000 wurde die Burg Aspel erstmals urkundlich erwähnt. Vermutlich um 1040 ließ Irmgard von Aspel über den Gräbern ihrer Eltern im nun befestigten Rees ein neues Gotteshaus bauen und gründete dort ein Kanonikerstift, zu dem bald auch eine Lateinschule gehörte. Am 14. Juli 1228 erhob der Kölner Erzbischof die Siedlung mit etwa 150 Gebäuden und 600 Bewohnern zur Stadt, Rees gilt damit als älteste Stadt am unteren Niederrhein.
1289/90 begann der Bau der Stadtmauer und wurde um 1350 abgeschlossen. Im Jahr 1392 wurde Rees vom Kölner Erzbischof Friedrich von Saarwerden, gegen Abtretung der Stadt Linn, der Grafschaft bzw. dem späteren Herzogtum Kleve überlassen. Der wirtschaftliche Aufschwung ermöglichte den Bau weiterer Befestigungen und des gotischen Rathauses um 1450.

### Neuzeit

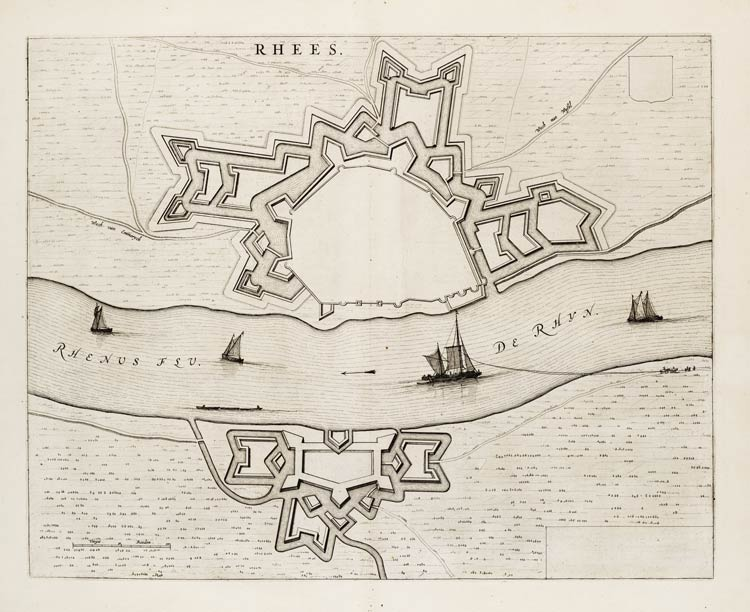
Festung Rees und Umland von Joan Blaeu um 1650

Im Jahr 1549 wies der Magistrat die Juden aus der Stadt. 1571 wurde erstmals eine evangelische Gemeinde in Rees erwähnt. Während des Spanisch-Niederländischen Krieges (Achtzigjähriger Krieg) nahm 1598 ein spanisches Söldnerheer unter Francisco de Mendoza die Stadt ein. Nach dem Tode des letzten Klever Herzogs Johann Wilhelm (1609) fiel Rees im Jahr 1614 aufgrund des Vertrages von Xanten an den Kurfürsten von Brandenburg. Um seine Neuerwerbung zu sichern, bat Kurfürst Johann Sigismund von Brandenburg die Niederländer um Hilfe, die daraufhin Rees besetzten. Von 1616 bis 1625 errichteten die Niederländer die große ausgedehnte Festung Rees nach holländischem System. Am 7. Juni 1672 nahmen Franzosen unter Marschall Turenne Rees ein, bis es 1674 Brandenburg-Preußen zurückeroberte und anschließend die Festungswerke schleifte. Der im Siebenjährigen Krieg in preußischen Diensten stehende Ferdinand von Braunschweig ließ 1758 eine Schiffbrücke über den Rhein schlagen und siegte in einer Schlacht gegen die Franzosen unter Marschall Contades.
Um 1800 hatte Rees etwa 3.000 Bewohner. 1806 kam nach dem Vertrag von Schönbrunn der rechtsrheinische Rest des zuvor preußischen Herzogtums Kleve zum Großherzogtum Berg, zu dem Rees bis 1813 gehörte. Nach der Einführung neuer Verwaltungsstrukturen nach französischem Vorbild im Großherzogtum (1808) war Rees Sitz eines Kantons, der zum Arrondissement Essen im Departement des Rheins gehörte. Nach der Niederlage Napoleons in der Völkerschlacht bei Leipzig nahm Preußen seine verlorenen rechtsrheinischen Gebiete Ende 1813 wieder in Besitz, was der Wiener Kongress 1815 bestätigte. Von 1816 bis 1842 war Rees Sitz des neuen Kreises Rees. Dessen Name blieb nach der Verlegung des Kreissitzes nach Wesel erhalten („Kreis Rees, Sitz in Wesel“). Anschluss an das Bahnnetz erhielt Rees 1856 durch die Eisenbahnstrecke Oberhausen – Arnheim der Köln-Mindener Eisenbahn.

### 20. Jahrhundert

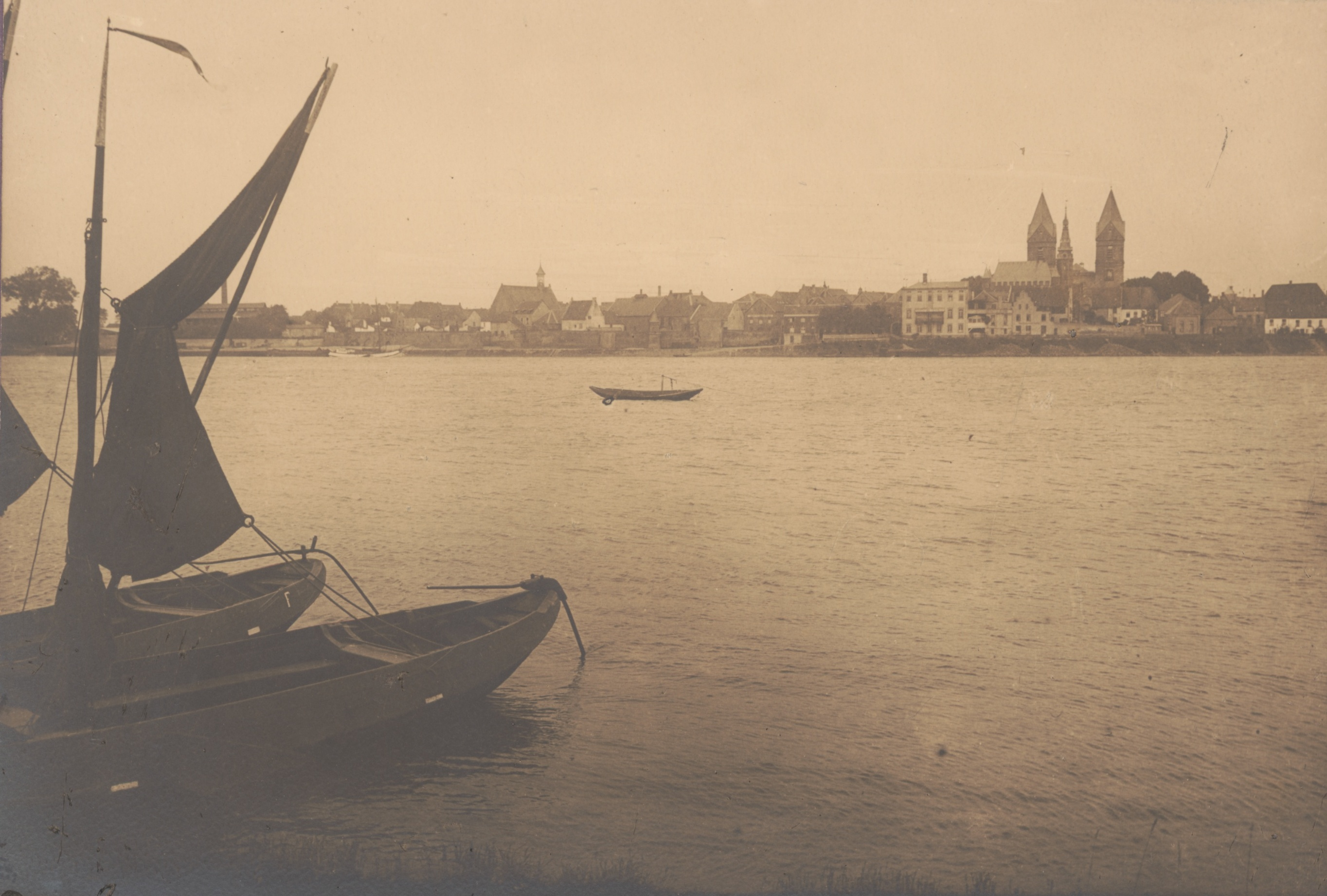
Stadtansicht um 1909, Foto von Erwin Quedenfeldt

Zu Beginn des 20. Jahrhunderts zählte Rees 4096 Einwohner, von denen der überwiegende Teil römisch-katholisch war. 330 waren evangelisch und 52 waren Juden.
Während der Zeit des Nationalsozialismus wurden auch in Rees jüdische Bürger verfolgt, deportiert und ermordet. Bei einem großen Luftangriff am 16. Februar 1945 im Rahmen der Operation Veritable wurde die Stadt fast gänzlich zerstört. In Rees-Groin existierte von November 1944 bis zum 25. März 1945 ein Zwangsarbeiterlager der Nationalsozialisten mit Namen „Ausländerlager Groin, Bauabschnitt Röhrig, Einheit Heinze“, benannt nach den beiden Lagerleitern. 5000 Gefangene aus verschiedenen Ländern, davon über die Hälfte aber aus den Niederlanden, mussten in Rees Schanzarbeiten ausführen. Die Gefangenen waren unter unmenschlichen Bedingungen in einer Ziegelei im Ortsteil Rees-Groin oder in Hallen im Ortsteil Bienen untergebracht. Etwa 10 Prozent der Gefangenen überlebten das Lager nicht.
Eingemeindungen 1969 und 1975
Am 1. Juli 1969 wurden im Zuge des ersten kommunalen Neugliederungsprogramms die bis dahin selbständigen Gemeinden Bergswick, Esserden, Reesereyland, Reeserward und Speldrop des ehemaligen Amtes Rees-Land sowie die Gemeinden Bienen, Grietherbusch und Grietherort des ehemaligen Amtes Vrasselt in die Stadt Rees eingegliedert. Rees hat jetzt 8.100 Einwohner.
Am 1. Januar 1975 wurden im Zuge des zweiten Neugliederungsprogramms die Gemeinden Empel und Millingen des ehemaligen Amtes Millingen sowie die Gemeinden Groin, Haffen-Mehr (teilweise), Haldern (teilweise) und Heeren-Herken des ehemaligen Amtes Haldern mit der Stadt Rees zusammengeschlossen. Daraufhin steigt die Einwohnerzahl der Stadt auf 17.300 Menschen. Gleichzeitig wurden der Kreis Rees aufgelöst und das frühere westliche Kreisgebiet mit den ehemaligen Kreisen Geldern und Kleve sowie mit Teilgebieten des Kreises Moers zum neuen niederrheinischen Kreis Kleve zusammengefügt. Rees ist seitdem eine kreisangehörige Stadt dieses Kreises.

### Bevölkerungsentwicklung
Die folgenden Angaben beziehen sich auf das heutige Gebiet der Stadt Rees.

Einwohnerentwicklung von Rees von 1975 bis 2016

| Jahr | Einwohner |
| ---- | --------- |
| 1975 | 16.665    |
| 1980 | 17.453    |
| 1985 | 17.794    |
| 1990 | 18.616    |
| 1995 | 20.010    |
| 2000 | 21.618    |

| Jahr | Einwohner |
| ---- | --------- |
| 2005 | 22.559    |
| 2010 | 22.267    |
| 2015 | 21.349    |
| 2020 | 21.124    |
| 2022 | 21.475    |

## Politik

### Stadtrat
Die Kommunalwahlen 2014 und 2020 hatten folgende Ergebnisse:
| Partei | 2020  | 2020  | 2014 | 2014  |
| Partei | %     | Sitze | %    | Sitze |
| CDU    | 44,98 | 15    | 49,7 | 17    |
| SPD    | 24,93 | 9     | 29,4 | 10    |
| GRÜNE  | 21,67 | 7     | 15,2 | 5     |
| FDP    | 8,42  | 3     | 5,7  | 2     |

### Bürgermeister
Bürgermeister der Stadt Rees ist seit dem 26. April 2023 Sebastian Hense (CDU), der von Christoph Gerwers (2009 bis 2022) das Amt übernahm, als dieser zum Landrat des Kreises Kleves gewählt wurde. Am 13. September 2020 war Gerwers mit 59,54 % der Stimmen wiedergewählt worden. Seine Gegenkandidaten waren Bodo Wissen (SPD, 33,44 %) und Clemens Willing (FDP, 7,02 %).

### Wappen, Siegel, Banner und Logo
Der Stadt Rees wurde zuletzt 1965 ein Wappen, ein Siegel und eine Flagge (Banner) verliehen. Zudem führt die Stadt ein Logo.

Wappen
Wappen bis 1965
Banner
Logo

Wappen
Blasonierung: „In Rot ein silberner (weißer) Schlüssel, dessen Bart nach rechts zeigt.“ Bedeutung: Der Schlüssel, dessen Bart Kreuzform besitzt, weist auf den Apostel Petrus, Patron des Erzbistums Köln, hin.
Siegel
„Das Dienstsiegel gleicht in Form, Größe und Inhalt dem dieser Hauptsatzung beigedruckten Siegel.“ Leider fehlt das Siegel.
Banner
Grund weiß mit roten Randstreifen, im Mittelfeld – etwas nach oben zu – das Stadtwappen von Rees: Grund rot mit schwarzem Wappenrand, hierin weißer mit dem Bart nach links gerichtetem Schlüssel, schwarz konturiert. Die korrekte Beschreibung muss lauten:„Von Rot zu Weiß zu Rot im Verhältnis 1 : 8 : 1 längsgestreift, etwas oberhalb der Mitte der weißen Bahn der Wappenschild der Stadt.“

## Kultur und Sehenswürdigkeiten
Nach Rees kommen vor allem Besucher aus den benachbarten Niederlanden, dem nahegelegenen Münsterland und dem Ruhrgebiet. Vom Schiffsanleger starten Ausflugsschiffe rheinab (bis in die Niederlande) und rheinauf.
Entlang eines Rundgangs im Stadtkern und entlang der Rheinpromenade sind Skulpturen verschiedener Künstler aufgestellt, darunter das „Zwiegespräch“ von Jürgen Ebert. Der „Rhinkieker“ ist eine vom Bildhauer und Künstler Dieter von Levetzow geschaffene Skulptur, die am Marktplatz in Rees steht. Dort schaut sie durch ein Seitensträßchen auf den vorbeifließenden Rhein. Dargestellt ist ein für Rees typisches Original, einer von zahlreichen Rees und dem Rhein verbundenen Bürgern, die sich dort am Rand des Marktes zum Klönen treffen und dabei die Schifffahrt „unter die Lupe“ nehmen. Im Ortskern befinden sich viele Pumpen und kleine Brunnen. Diese wurden durch die Stadtverwaltung restauriert. Alljährlich findet in Andenken an die Tradition der Waschfrauen an den öffentlichen Brunnen die sogenannte Pumpenkirmes im Stadtkern statt.
Das 1997 eröffnete städtische Koenraad-Bosman-Museum bietet wechselnde Ausstellungen zur Stadtgeschichte und Kunst. Unter dem Museumsgebäude befindet sich eine zugängliche, um 1500 erbaute Kasematte für leichtere Geschütze. Im 2003 unweit des Museums angelegten Skulpturenpark wird Künstlern aus Deutschland und den Niederlanden Gelegenheit gegeben, ihre Werke zu präsentieren. Seit Juni 2008 befindet sich zusätzlich eine Bodensonnenuhr im Skulpturenpark, an der jeder Besucher selbst als Zeiger fungieren kann. Der Planetenwanderweg, der zwischen Rees und dem Ortsteil Haffen-Mehr errichtet wurde, stellt auf etwa acht Kilometer Länge maßstabsgetreu die Planeten unseres Sonnensystems dar. Sehenswert ist auch die Scholten-Mühle, eine 1848/1849 erbaute Wallholländermühle.
Im Bürgerhaus finden wechselnde Veranstaltungen aus dem Bereich Schauspiel, Konzert, Comedy und Kindertheater statt. Im Stadtteil Haldern findet jedes Jahr das überregional bekannte Open-Air-Festival Haldern Pop statt.

### Bauwerke
Stadtbefestigungsanlagen
Sehenswert sind die Stadtbefestigungsanlagen in Rheinnähe. Verschiedene Kasematten sind restauriert worden und seit 2004 für die Öffentlichkeit zugänglich. Der nicht allgemein zugängliche jüdische Friedhof der Stadt, der – als historische Besonderheit – weder innerhalb der Stadtmauern (was damals unzulässig war) noch außerhalb dieser (was in Fällen von Überflutung oder Belagerung den Friedhof preisgegeben hätte) liegt, wurde auf der Stadtmauer errichtet.
Pfarrkirche St. Vincentius
Die katholische Pfarrkirche St. Vincentius in Rees-Mehr wurde im 11. Jahrhundert an der Stelle einer dort bestehenden Kapelle mit dem Bau eines Mittelschiffs begonnen, an das sich im Osten eine Apsis anschließt. Kurz nach 1200 wurde der romanische Bau des dreigeschossigen Turms nebst „Treppentürmchen“ ausgeführt. Mit der vollständigen Umgestaltung 1447 im gotischen Stil entstand auch das neue Seitenschiff. Der Glockenstuhl enthielt die 1783 gegossene und die drei 1842 auf dem Kirchhof gegossenen Glocken. Zu Rüstungszwecken wurden drei dieser Glocken 1942 konfisziert. Durch Artilleriebeschuss während des Zweiten Weltkriegs wurde die Kirche weitgehend zerstört und zwischen 1951 und 1954 wieder aufgebaut. 1957 erhielt sie vier neue Glocken. Mit der Fertigstellung eines neuen Mittelschiffsgewölbes erhielt sie ihr heutiges Erscheinungsbild.
Die neue Orgel mit 17 Registern wurde im Jahre 1988 von der niederländischen Orgelbaufirma Verschueren-Heythuysen eingebaut.
Adelssitze
Auf Reeser Stadtgebiet finden sich mehrere ehemalige Adelssitze. Dazu zählen unter anderem die Wasserschlösser Hueth und Bellinghoven sowie die Ruine des schon im 13. Jahrhundert urkundlich erwähnten Hauses Empel. Der spätmittelalterliche Battenbergturm in Haldern zählt ebenso dazu wie der ehemalige Rittersitz Haus Groin. Von dem einstigen Schloss Sonsfeld gibt es keine Überreste, auf seinem Gelände steht heute das sogenannte Blaue Haus. Hingegen ist Haus Aspel noch vollständig erhalten und wurde bis 2023 durch die Ordensgemeinschaft der Töchter vom heiligen Kreuz als Kloster genutzt.

### Bildung
Das städtische Gymnasium Aspel geht zurück auf das 1851 gegründete Mädchenpensionat Haus Aspel, das 1950 in ein Gymnasium umgewandelt wurde und 1971 in städtische Trägerschaft kam. 1986 bezog das Gymnasium einen Neubau im Schulzentrum am Westring. Neben dem Gymnasium verfügt die Stadt Rees über eine Realschule und eine Hauptschule (Rheinschule). Darüber hinaus befinden sich in Rees sowie in den Ortschaften Haldern, Millingen und Mehr insgesamt vier Grundschulstandorte. Eine Förderschule („Anne-Frank-Schule“) existierte von 1958 bis 2015. Die 1952 gegründete Stadtbücherei hat ihren Sitz in einem denkmalgeschützten Haus am Markt. Neben unregelmäßig stattfindenden Lesungen veranstaltet sie seit 2002 jährlich den Buch- und Kunstmarkt auf der Rheinpromenade. Seit 2003 organisiert sie den Tom-Sawyer-Preis, einen deutschlandweiten Schülerschreibwettbewerb, der im zweijährigen Turnus von der Stadt Rees ausgeschrieben wird.

### Sport
In der Stadt gastierten auf der Sportplatzanlage des SV Rees an der Ebentalstraße, die aus vier Rasenplätzen (davon zwei mit Flutlicht) besteht, schon viele bekannte Mannschaften zu einem Trainingslager, wie zum Beispiel Alemannia Aachen oder die Kamerunische Fußballnationalmannschaft.
Der Laufpark Reeser Meer, südöstlich von der Innenstadt Rees, wurde im Jahr 2012 eröffnet und verbindet die Ortsteile Rees, Haffen, Mehr und Haldern miteinander. Das Projekt wurde gefördert im Rahmen des Schwerpunktes „LEADER“ des „NRW-Programms Ländlicher Raum 2007–2013“. Der Laufpark umfasst eine Strecke von 10 km, die gleichermaßen von Läufern, Walkern, Wanderern und Radfahrern genutzt werden können. Die Laufabteilung vom Verein SV Haldern veranstaltet im Juni seinen Volkslauf „Rund um das Reeser Mehr“ mit mittlerweile ca. 1000 Teilnehmern. Seit 2018 beteiligt sich die Stadt Rees mit mehr als 500 Aktiven an der Kampagne Stadtradeln des Netzwerkes Klima-Bündnis. In den Reeser Sportvereinen werden Fußball, Tennis, Tischtennis, Leichtathletik, Turnen, Schwimmen, Radsport, Segeln, Rudern, Kanusport und weitere angeboten.

## Wirtschaft und Infrastruktur

### Wirtschaft
Rees war lange Zeit ein Zentrum der Tabakwirtschaft; besonders sind die Firma Oldenkott (1838–1992, Tabak-, Zigaretten- und Pfeifenfabrik) und die Tabak- und Pfeifenfabrik Dobbelmann (1928–1964) zu nennen. Heute erinnert noch das Denkmal „Der Kiepenkerl“ an der Flora in Rees an die Fa. Oldenkott. Das Tabaklager der Fa. Oldenkott ist heute Wohn- und Geschäftshaus.
Die Firma hatte einen Anschluss an die Baumbergebahn (Münster – Empel-Rees). Eine Hosennäherei am Melatenweg ist heute nicht mehr vorhanden. Ein bedeutender Wirtschaftsfaktor der Stadt Rees ist der Bereich Tourismus (Kurzurlaube, Radfahren etc.).

### Wissenschaft
In Rees-Grietherbusch befindet sich eine Forschungsstation der Universität Köln. Sie untersucht u. a. die Fischpopulationen im Rhein und anliegenden Gewässern sowie die Ökologie der Auen sowie die Populationsökologie von Vögeln.

### Medien
In Rees erscheinen zwei Tageszeitungen mit Lokalredaktion, die Rheinische Post und die Neue Rhein Zeitung. Es erscheinen wöchentlich zwei Anzeigenblätter mit lokalen Informationen, der Stadtanzeiger Emmerich-Rees (samstags) und die Niederrhein-Nachrichten (samstags).

### Verkehr
Schienen- und Busverkehr
Der Bahnhof Empel-Rees liegt ungefähr vier Kilometer nordöstlich des Stadtzentrums an der Bahnstrecke Oberhausen–Arnhem. Er wird im Schienenpersonennahverkehr (SPNV) vom RE 19 (Rhein-IJssel-Express) von Arnheim über Emmerich, Wesel, Oberhausen und Duisburg nach Düsseldorf bedient.
Ebenfalls an der Hollandstrecke liegen zwei weitere Stationen, die Haltepunkte „Haldern (Rheinl)“ und „Millingen (b Rees)“.
Zwischen dem 25. Mai 1914 und dem 31. Dezember 1966 verkehrten hier die Kleinbahn Wesel–Rees–Emmerich und zwischen dem 28. Februar 1915 und dem 31. Dezember 1966 die der Kleinbahn Rees–Empel.
Der Bahnhof Empel-Rees und der Haltepunkt Millingen sind durch die Stadtbuslinie 61 mit dem Stadtzentrum sowie mit Isselburg und Bocholt verbunden. Ins Stadtzentrum fährt zusätzlich die Linie 87. Die Linie 95 verbindet den Haltepunkt Haldern mit dem Stadtzentrum und Bocholt. Mit dem Fahrplanwechsel am 11. Dezember 2022 wurde durch die neu eingeführte Expressbuslinie X32 das ÖPNV-Angebot im Reeser Stadtzentrum, insbesondere abends und am Wochenende, deutlich verbessert. Zudem bestehen nunmehr auch Direktverbindungen nach Kalkar, Bedburg-Hau und Kleve.
Für den gesamten öffentlichen Personennahverkehr (ÖPNV) gilt der Tarif des Verkehrsverbundes Rhein-Ruhr (VRR) und tarifraumüberschreitend der NRW-Tarif.
Straßenverkehr
Durch die Autobahnanschlussstelle 4/Rees der Bundesautobahn 3 (E 35) etwa 7 km nördlich der Stadt ist Rees an das Autobahnnetz angeschlossen. Im Nordwesten des Stadtgebiets kreuzen sich die Bundesstraße 8 und die Bundesstraße 67.
Fahrradverkehr

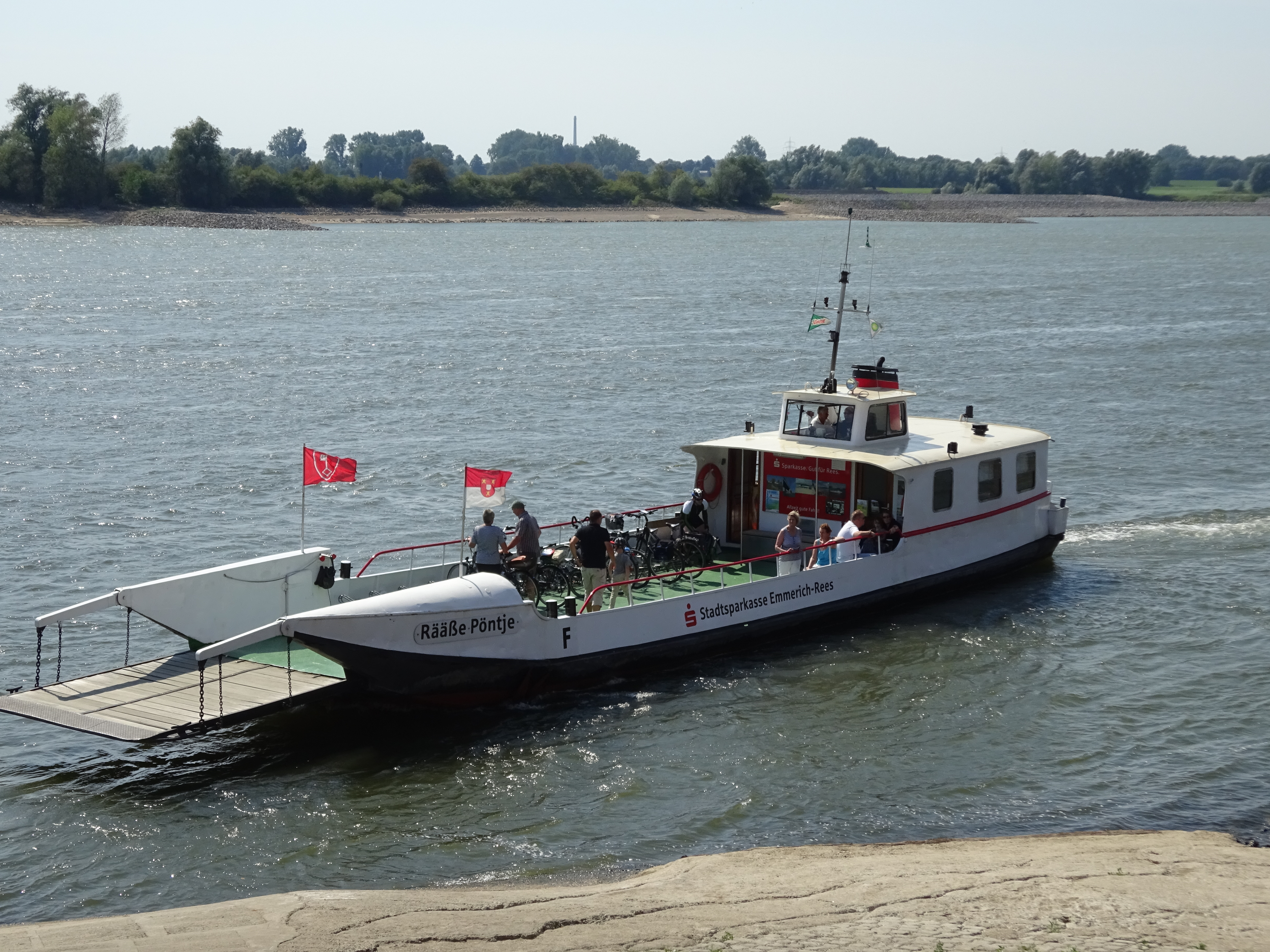
Die Rheinfähre „Rääße Pöntje“

In den Fahrradklimatests des ADFC belegte Rees oft vordere Plätze. Im Jahr 2018 wurde Rees als dritt-fahrradfreundlichste Stadt Deutschlands in der Kategorie 20.–50.000 Einwohner ausgezeichnet.
Wasserstraße
Im Süden des Stadtgebiets fließt der Rhein.
Für Fußgänger- und Radfahrer verkehren von Ostern bis Oktober
- die Rheinfähre „Rääße Pöntje“ von Rees nach Reeserschanz in Kalkar-Niedermörmter bei Rheinstrom-km 838 und
- die Rheinfähre „Inseltreue“ von Grietherort nach Kalkar-Grieth bei Rheinstrom-km 845.

Darüber hinaus liegen mit der „Germania“ und der „Stadt Rees“ regelmäßig zwei Fahrgastschiffe an der Rheinpromenade, die von Rees aus Touren am Niederrhein und in die Niederlande anbieten. Mit dem Auto kann der hier Niederrhein genannte Fluss auf der Bundesstraße 67 (Rheinbrücke Rees-Kalkar) im Westen des Stadtgebiets überquert werden.

## Persönlichkeiten

### In Rees geboren
- Irmgard von Aspel (vor 1013–1082/1089), geboren auf Haus Aspel, Heilige Irmgard/Irmgardis (von Süchteln/von Köln)
- Heinrich Uranius (1492–1572), Humanist
- Rijklof van Goens (1619–1682), Gouverneur von Ceylon und Generalgouverneur von Niederländisch Ostindien
- Samuel Nethenus (1628–1707), Theologe
- Jan Maurits Quinkhard (1688–1772), deutsch-niederländischer Maler
- Wilhelm Nagel (1820–1871), Maler und Zeichner
- Hubert Anton Disch (1821–1891), Kaufmann, Reeder und Industrieller
- Julius von Bernuth (1830–1902), Komponist und Dirigent
- Robert Scholten (1831–1910), Historiker
- Emil Hellrath (1838–1923), Landschaftsmaler
- Theodor Stracke (1842–1919), Bildhauer
- Joseph Knippenberg (1867–1943), Fotograf
- Gerhard Cammann (1875–1955), Lokalpolitiker (Zentrum)
- Carl Kempkes (1881–1964), Gartenarchitekt
- Wilhelm Carl Ernst Isselmann (1885–1916), Maler
- Richard Disch (1887–1949), Jurist, Bürgermeister von Steele
- Gerhard Storm (1888–1942), geboren in der Bauerschaft Sonsfeld, Märtyrer der katholischen Kirche
- Erich Feyerabend (1889–1945), Grafiker, Maler und Zeichner
- Max Marcus (1892–1983), Chirurg
- Heinz Scholten (1894–1967), Landschaftsmaler
- Otto Leggewie (1910–1991), Altphilologe
- Bentivolius Heinrich Marxen (1911–1995), deutscher Ordensgeistlicher und Fluchthelfer
- Karl Leisner (1915–1945), Märtyrer der katholischen Kirche, der an den Folgen der KZ-Haft verstarb
- Eduard Lensing (1920–2004),  geboren im heutigen Stadtteil Reeserward, Landwirt und Politiker (CDU), MdB
- Hans Booms (1924–2007), geboren im heutigen Stadtteil Haldern, Archivar und Leiter des Bundesarchivs
- Gustav Schaeling (1928–2015), Banker und Unternehmer
- Wilhelm Buckermann (1934–2004), Bürgermeister, Träger des Bundesverdienstkreuzes
- Reiner Pommerin (1943–2024), Historiker
- Diethelm Blecking (* 1948), geboren im heutigen Stadtteil Haldern, Sportwissenschaftler, Historiker, Autor und Journalist
- Christoph Reichmann (* 1950), geboren im heutigen Stadtteil Haldern, Prähistoriker und Archäologe,
- Franz-Josef Tenhagen (* 1952), geboren im heutigen Stadtteil Millingen, ehemaliger Fußballspieler und Trainer
- Hans Jürgen Prömel (* 1953), geboren im heutigen Stadtteil Bienen, Mathematiker, Präsident der Technischen Universität Darmstadt (TU Darmstadt)
- Horst Piepenburg (* 1954), Jurist
- Norbert Schaffeld (* 1955), Anglist und Professor an der Universität Bremen
- Gerd-Heinz Stevens (* 1957), geboren im heutigen Stadtteil Millingen, Musikwissenschaftler, Komponist und Kirchenmusiker
- Werner Buttgereit (* 1959), geboren im heutigen Stadtteil Millingen, ehemaliger Fußballspieler
- Brigitta Schütt (* 1963), Geographin und Hochschullehrerin an der FU Berlin
- Dirk Vallée (1965–2017), geboren im heutigen Stadtteil Millingen, Bauingenieur und Hochschullehrer für Stadtbauwesen und Stadtverkehr an der RWTH Aachen
- Georg Maria Roers (* 1965), Theologe und Priester
- Norvin Leineweber (* 1966), Bildhauer und Grafiker
- Jana Verweyen (* 1987), Schauspielerin
- Vanessa Martini (* 1989), deutsche Fußballspielerin

### Mit Rees verbunden
- Konrad Heresbach (1496–1576), Humanist
- Jakobus Greselius (1483–1552), Professor an der Universität zu Köln und Kanonikus zu Rees
- Johann Jakob von Collas (1721–1792), Kapitän und Major, Gutsherr in Haldern
- Bernhard Quante (1812–1875), Chorleiter, Geistlicher und Musikpädagoge, Rektor in Rees von 1840 bis 1851
- Piet Leysing (1885–1933), „Niederrhein-Maler“ der Düsseldorfer Schule
- Vlado Stenzel (* 1934), deutscher Handball-Bundestrainer
- Astrid Karuna Feuser (* 1951), Künstlerin
- Michael Scholten (* 1971), Journalist und Autor
- Bodo Wißen (* 1974), Politiker (SPD), MdL
- Mirko Boland (* 1987), deutscher Fußballspieler (Eintracht Braunschweig)